# Keigo Higashino
Keigo Higashino (jap. 東野 圭吾, Higashino Keigo; * 4. Februar 1958 in Ikuno-ku, Osaka, Japan) ist ein populärer japanischer Kriminalschriftsteller, dessen Werke mehrmals ausgezeichnet sowie verfilmt wurden.

## Leben
Keigo Higashino wurde am 4. Februar 1958 in Ōsaka im Stadtbezirk Ikuno geboren, wo er auch aufwuchs. 1974 im zweiten Jahr der Oberschule kam er zum ersten Mal mit dem Medium des Kriminalromans in Berührung, als er Komine Hajimes Roman Archimedes wa te o yogosanai (アルキメデスは手を汚さない, Arukimedesu wa te o yogosanai, dt. etwa „Archimedes macht seine Hände nicht schmutzig“) las. Er erfuhr vom Edogawa-Rampo-Preis, was ihn motivierte mit dem Schreiben von Kriminalromanen anzufangen. Sein Erstlingswerk Android wa Keikoku suru (アンドロイドは警告する, Andoroido wa keikoku suru, dt. etwa „Der Android verwarnt“) blieb bisher unveröffentlicht.
Nach seinem Schulabschluss verbrachte er ein Jahr als Rōnin und begann dann an der Präfekturuniversität Ōsaka Elektrotechnik zu studieren. Dort wurde er Kapitän des Bogenschieß-Klubs, so handelt auch sein Debütwerk Hōkago (放課後, dt. „Nach der Schule“) vom Bogenschießen.
1981, nach Abschluss seines Studiums, begann Higashino bei Denso als Ingenieur zu arbeiten. Nebenbei schrieb er weiterhin Kriminalromane. 1983 bewarb er sich für den 29. Edogawa-Rampo-Preis mit Ningyō-tachi no ie (dt. „Haus der Puppen“), kam durch die zweite Vorausscheidungsrunde, ging am Ende aber leer aus. Zu der Zeit heiratete er. Seine Frau arbeitete als Teilzeitlehrerin an einer Mädchenoberschule, was ihn zur Hauptfigur Maeshima in Hōkago inspirierte.
Im folgenden Jahr gelangte Higashino mit Makyū (魔球, dt. „Teuflischer Wurf“) in die Endausscheidung für den 30. Edogawa-Rampo-Preis, wiederum erfolglos. 1985 gewann er dann den 31. Edogawa-Rampo-Preis, woraufhin er seine Karriere als Schriftsteller begann. Er kündigte und ging nach Tokio, um als Vollzeitschriftsteller zu arbeiten.
Zu Beginn wurden seine Werke selten mehrfach aufgelegt und konnten auch kaum als Hits bezeichnet werden. Bei vielen Preisen ging er leer aus. Dies begann sich zu ändern, als er mit Meitantei no okite (名探偵の掟, dt. „Das Gesetz der Meisterdetektive“) den dritten Rang auf der Rangliste für Kriminalromane Kono mystery ga sugoi! (このミステリーがすごい!, Kono misterī ga sugoi!, dt. „Diese Kriminalstücke sind großartig!“) bekam. 1998 kam dann mit Himitsu (秘密, dt. „Geheimnis“), welches auch verfilmt wurde, der Durchbruch.
Von 2009 bis 2013 war er Vorsitzender der Kriminalschriftstellervereinigung Mystery Writers of Japan (日本推理作家協会, Nihon Suirisakka Kyōkai).

## Auszeichnungen
Neben zahlreichen Nominierungen erhielt Higashino bisher folgende Preise.
- 1985 31. Edogawa-Rampo-Preis[1] für Hōkago
- 1999 52. Preis der Kriminalschriftsteller Japans (Kategorie Langroman)[2] für Himitsu
- 2006 134. Naoki-Preis[3], 6. Großer Honkaku Mysterypreis (Kategorie Roman)[4] und Honya Taishō – Großer Preis der Buchhändler Japans (4. Platz) für Yōgisha Ekksu no Kenshin
- 2008 43. Shimpu-Preis[5] für Ryūsei no Kizuna
- 2012 Chūōkōron-Literaturpreis für Namiya zakkaten no kiseki (ナミヤ雑貨店の奇蹟)
- 2013 26. Shibata-Renzaburō-Preis für Mugenbana (夢幻花)[6]
- 2014 48. Yoshikawa-Eiji-Literaturpreis für Inori no Maku ga oriru Toki (祈りの幕が下りる時)[7]
- 2023 71. Kikuchi-Kan-Preis für sein schriftstellerisches Schaffen[8]

## Werke (Auswahl)

### Inspektor-Kaga-Reihe
| Nr. | Originaltitel (Erscheinungsjahr)                                   | Deutscher Titel (Erscheinungsjahr)                                     |
| --- | ------------------------------------------------------------------ | ---------------------------------------------------------------------- |
| 1   | Sotsugyō (卒業) (1986)                                             | -                                                                      |
| 2   | Nemuri no mori (睡りの森) (1989)                                   | -                                                                      |
| 3   | Dochiraka ga kanojo o koroshita (どちらかが彼女を殺した) (1996)    | -                                                                      |
| 4   | Akui (悪意) (1996)                                                 | Böse Absichten (2015), dt. von Ursula Gräfe, ISBN 978-3608980271       |
| 5   | Watashi ga kare o koroshita (私が彼を殺した) (1999)                | Ich habe ihn getötet (2016), dt. von Ursula Gräfe, ISBN 978-3608983067 |
| 6   | Uso o mō hitotsu dake (嘘をもうひとつだけ) (2000), Kurzgeschichten | -                                                                      |
| 7   | Akai yubi (赤い指) (2006)                                          | -                                                                      |
| 8   | Shinzanmono (新参者) (2009)                                        | -                                                                      |
| 9   | Kirin no tsubasa (麒麟の翼) (2011)                                 | -                                                                      |
| 10  | Inori no maku ga oriru toki (祈りの幕が下りる時) (2013)            | -                                                                      |

### Physikprofessor-Yukawa-Reihe
| Nr. | Originaltitel (Erscheinungsjahr)                                                             | Deutscher Titel (Erscheinungsjahr)                                     |
| --- | -------------------------------------------------------------------------------------------- | ---------------------------------------------------------------------- |
| 1   | Tantei Galileo (探偵ガリレオ) (1998), Kurzgeschichten                                        | -                                                                      |
| 2   | Yochimu (予知夢) (2000), Kurzgeschichten                                                     | -                                                                      |
| 3   | Yōgisha X no kenshin (容疑者Xの献身, wörtlich: Die Aufopferung der Tatverdächtigen X) (2005) | Verdächtige Geliebte (2012), dt. von Ursula Gräfe, ISBN 978-3608939668 |
| 4   | Galileo no kunō (ガリレオの苦悩) (2008), Kurzgeschichten                                     | -                                                                      |
| 5   | Seijo no kyūsai (聖女の救済) (2008)                                                          | Heilige Mörderin (2014), dt. von Ursula Gräfe, ISBN 978-3608980127     |
| 6   | Manatsu no hōteishiki (真夏の方程式) (2011)                                                  | Unschuldige Täter (2020), dt. von Ursula Gräfe, ISBN 978-3608504132    |
| 7   | Kyozō no dōkeshi (虚像の道化師) (2012), Kurzgeschichten                                      | -                                                                      |
| 8   | Kindan no majutsu (禁断の魔術) (2012)                                                        | -                                                                      |
| 9   | Chinmoku no parēdo (沈黙のパレード) (2018)                                                   | -                                                                      |

### Sonstige Bücher
| Originaltitel (Erscheinungsjahr)                      | Deutscher Titel (Erscheinungsjahr)                                                                            |
| ----------------------------------------------------- | --- |
| Ningyō-tachi no ie (人形たちの家) (1983)              | - |
| Makyū (魔球) (1984)                                   | - |
| Hōkago (放課後) (1985)                                | - |
| Meitantei no okite (名探偵の掟) (1996)                | - |
| Himitsu (秘密) (1998)                                 | - |
| Byakuyakō (白夜行) (1999)                             | Unter der Mitternachtssonne (2018), dt. von Ursula Gräfe, ISBN 978-3608503487                                 |
| Lakeside (レイクサイド, Reikusaido) (2001)            | Mord am See (2003), dt. von Katja Busson, ISBN 978-3980902205                                                 |
| Gēmu no na wa yūkai (ゲームの名は誘拐) (2002)         | - |
| Ryūsei no kizuna (流星の絆) (2008)                    | - |
| Namiya zakkaten no kiseki (ナミヤ雑貨店の奇蹟) (2012) | Kleine Wunder um Mitternacht (2021), aus dem Amerikanischen verdeutscht von Astrid Finke, ISBN 978-3809027102 |